# Fuoco cammina con me
(tagline italiana del film)
Fuoco cammina con me (Twin Peaks: Fire Walk with Me), conosciuto anche come Twin Peaks: Fuoco cammina con me, è un film del 1992, diretto da David Lynch, con Kyle MacLachlan, Sheryl Lee, Moira Kelly, Ray Wise, Chris Isaak e David Bowie. È stato presentato in concorso al 45º Festival di Cannes.
Il film è un prequel della serie di culto I segreti di Twin Peaks del 1990, scritta da David Lynch e Mark Frost. È in parte tratto dal romanzo Il diario segreto di Laura Palmer di Jennifer Lynch e il personaggio dello sceriffo Cable è ripreso dal romanzo L'autobiografia dell'agente speciale Dale Cooper: La mia vita, i miei nastri di Scott Frost. Il prequel racconta le indagini sull'omicidio di Teresa Banks e gli ultimi sette giorni di vita di Laura Palmer (Sheryl Lee), una popolare studentessa delle superiori della piccola città di Twin Peaks, nello Stato di Washington.
La maggior parte del cast della serie tv tornò sul set per girare questo prequel, con le eccezioni di Lara Flynn Boyle, che declinò il ruolo della miglior amica di Laura (andato poi a Moira Kelly), e Sherilyn Fenn, il cui personaggio (causa impegni dell'attrice dovuti alle riprese di Uomini e topi) venne cancellato dal film. Anche Kyle MacLachlan fu riluttante a recitare nel film, così la sua parte nel ruolo dell'agente dell'FBI Dale Cooper fu più corta di quanto inizialmente previsto.

## Trama
Gordon Cole chiama l'agente Chester Desmond per parlare del misterioso omicidio di Teresa Banks; Cole presenta Chester al suo nuovo partner, Sam Stanley, e ricevono indizi da Lil, una danzatrice. Desmond e Stanley esaminano il corpo di Teresa: manca il suo anello e una lettera "T", su un minuscolo foglietto, le è stata inserita sotto un'unghia della mano. Desmond e Stanley scoprono il recente passato della vittima, e Desmond svanisce dopo aver preso l'anello di Teresa nel campeggio per roulotte dove ella viveva.
Nel frattempo, a Filadelfia, il "perduto da tempo" agente Phillip Jeffries riappare, e dice a Gordon che è stato in un incubo per due anni. Mentre spiega, si vedono delle immagini del Nano, di BOB, della signora Tremond e di suo nipote. Jeffries scompare nuovamente nell'aria, e l'agente Dale Cooper è mandato a investigare sulla scomparsa di Desmond. Arrivato al campeggio per roulotte vede le parole "Let's Rock" (le parole pronunciate dal Nano nella serie) sul parabrezza della macchina di Desmond. Gli indizi sull'omicidio di Teresa Banks hanno portato ad un vicolo cieco.
Un anno dopo a Twin Peaks, Laura Palmer e Donna Hayward vanno a scuola, dove Laura sniffa cocaina e bacia James Hurley. Dopo scuola, Laura parla con Donna della differenza tra Bobby Briggs e James Hurley. Rientrata a casa, Laura scopre che alcune pagine del suo diario segreto sono state strappate e poi si reca da Harold Smith per consegnargli il diario e dirgli che le pagine sono state strappate da BOB.
Nel frattempo, l'agente Cooper parla con il suo collega dell'FBI, l'agente Albert Rosenfield, dicendogli di credere che il killer colpirà ancora. Durante le consegne dei pasti, Laura vede la signora Tremond e suo nipote. La signora Tremond dà a Laura un quadro e suo nipote la informa che "l'uomo dietro la maschera" è nella sua stanza. Laura lascia la collega Shelly alle consegne e torna a casa, dove vede BOB; mentre corre fuori terrorizzata vede suo padre Leland uscire da casa.
Mentre la famiglia Palmer è a cena, Leland rimprovera Laura di non essersi lavata le mani e le chiede dei suoi "amanti". Più tardi, prima di andare a dormire, Laura appende al muro il dipinto che ha avuto dalla signora Tremond. Sogna Cooper che entra nella Loggia Nera, mentre il Nano le dice che gli sembra di aver sentito il rumore di un clacson. Il Nano prima svela all'agente che "lui è il braccio" (riferendosi al fatto che lui è il braccio mozzato di MIKE) e poi mostra a Cooper l'anello che aveva Teresa Banks, e il poliziotto rivolgendosi a Laura le dice di non accettarlo. La ragazza si sveglia e trova Annie Blackburn sdraiata nel letto vicino a lei, che le dice che "il buon Dale" è intrappolato nella Loggia Nera e che lei dovrebbe scriverlo nel suo diario. Laura si sveglia di nuovo, trovandosi l'anello in mano. Nel frattempo Bobby, Leo e Jacques Renault discutono di droga.
Quella sera, Laura è pronta per andare al Bang Bang Bar quando Donna entra in casa e le dice che vuole accompagnarla, ma Laura dice che lei non è invitata. Mentre Laura sta per entrare nel bar, incontra la Signora del Ceppo, che prevede la sofferenza che Laura proverà nelle ore successive - le ultime della sua vita. Dentro il bar, Jacques presenta Laura a due uomini. Il gruppetto sta per andare alla Pink Room per fare sesso, ma arriva Donna e dimostra di volersi unire al festino. Impressionati dal suo bacio "di prova" la portano con loro. Dentro la Pink Room, Laura parla dell'omicidio di Teresa Banks con Ronette Pulaski, poi inizia ad amoreggiare con lei e uno dei due uomini. Salva Donna che, drogata, sta per venire stuprata, e la porta a casa.
Il mattino dopo, Laura dice a Donna di non volere che diventi simile a lei. Leland arriva e porta Laura a casa. Sulla strada di casa, MIKE (l'uomo con un braccio solo) urla forte contro Leland e Laura, accusando l'uomo di aver rubato il suo "granturco", mostrando a Laura l'anello di Teresa ed esclamando "attenta, è lui".
Leland si ferma nel parcheggio di un benzinaio per calmarsi, poi ricorda la sua tresca con Teresa, e il fatto che l'ha uccisa. Laura capisce che l'anello che ha visto era lo stesso del suo sogno. Due notti dopo, Laura e Bobby sniffano cocaina nel bosco e Jacques manda loro uno spacciatore con un'enorme quantità di cocaina. Lo spacciatore tira fuori una pistola, ma Bobby gli spara per poi provare a seppellirlo, mentre Laura ride istericamente, completamente ubriaca.
La mattina seguente, James passa a casa di Laura chiedendole che fine aveva fatto visto che la sera prima avevano un appuntamento. Vedendo Laura sul vago le confida che è preoccupato del fatto che lei prenda troppe droghe. Quella notte, BOB arriva dalla finestra della camera di Laura e inizia a violentarla. Lei ha conferma che BOB è Leland e la mattina dopo lo avverte di starle lontano. Disperata per aver capito che suo padre è BOB e sotto l'effetto della cocaina, Laura non riesce a concentrarsi a scuola. Più tardi, rifiuta di avere un rapporto sessuale con Bobby, che finalmente capisce che Laura lo sta usando per avere la cocaina. Più tardi, nella sua camera, Laura vede sparire l'angelo disegnato in un dipinto.
Più tardi, James e Laura si recano nel bosco e iniziano a baciarsi, ma lei gli dice che la "sua Laura" non c'è più. Urlando di amarlo, Laura scappa nel bosco spaventata, dove incontra Ronette, Jacques e Leo. Fanno un'orgia nella capanna di Jacques, non accorgendosi che Leland li spia dalla finestra. Jacques vuole fare sesso con violenza e lega Laura. Appena esce dalla capanna, Jacques è attaccato e ferito da Leland. Poco dopo esce anche Leo che, trovando il corpo dell'uomo, scappa via terrorizzato sulla sua Corvette. Leland porta Laura e Ronette, entrambe legate, in un vagone del treno.
Nel frattempo, MIKE capisce che BOB/Leland sta per uccidere ancora e inizia a inseguirlo. BOB/Leland prende uno specchio, dicendo a Laura che la ucciderà se non acconsentirà a farsi possedere da lui. Ronette riesce a fuggire quando MIKE lancia dentro la carrozza l'anello di Teresa. Laura prende l'anello, impedendo a BOB di entrare dentro di lei. Infuriato per questo, l'uomo inizia a pugnalarla brutalmente fino a ucciderla.
BOB/Leland avvolge nel cellophane il corpo di Laura e lo getta nel lago. Mentre il corpo viene trascinato via dalla corrente, Leland entra nella Loggia Nera, dove ci sono MIKE e il Nano. I due dicono a BOB che vogliono la loro garmonbozia ("dolore e sofferenza"). BOB la dà loro in forma di sangue, scaturito fuori dal corpo di Leland. Quando il corpo di Laura viene scoperto, la ragazza entra nella Loggia Nera. Ride di sollievo quando vede che l'agente Cooper è al suo fianco (in quanto il suo corpo è posseduto da BOB) e che il suo angelo custode sta vegliando su di lei.

## Accoglienza
Fuoco cammina con me fu accolto dal Festival di Cannes con disapprovazione da parte del pubblico e ricevette recensioni unanimemente negative.
Il film incassò poco negli Stati Uniti, in parte perché uscì più di un anno dopo la cancellazione della serie e in parte perché incomprensibile a chi non aveva visto la serie tv. I critici trovarono il film visivamente elegante ma caotico.
Il film fu criticato anche da molti affezionati della serie TV per le ambientazioni troppo tetre e la mancanza di humour. Mancavano inoltre le risposte ai dubbi lasciati dalla fine della serie.
Negli ultimi anni il film ha visto un ritorno di popolarità tra i fan di Lynch, che hanno riconsiderato Fuoco cammina con me come uno dei suoi migliori film.
Lynch girò moltissimo materiale, approssimativamente 4 ore di pellicola, ma non tutto fu inserito nella versione finale del film (che dura comunque più di due ore). Le scene mancanti sono molto ambite dai fan de I segreti di Twin Peaks, e stavano per apparire in DVD in edizione speciale prodotta dalla New Line Cinema nel 2002 ma fu bloccato perché la produzione era troppo costosa e superava la durata massima del supporto. Nel 2002 la compagnia di produzione francese MK2 contattò Lynch e iniziò una trattativa per includere le scene eliminate, rimontate e sincronizzate, in un futuro DVD special, mai pubblicato. Le scene eliminate furono infine pubblicate nel cofanetto Twin Peaks: The Entire Mistery and the Missing Pieces il 29 luglio 2014. Il cofanetto blu ray a tiratura limitata contiene la serie e il film, rimasterizzati in alta definizione, oltre a diversi contenuti speciali. I primi 8 dischi sono la serie, mentre gli ultimi due sono dedicati a Fuoco cammina con me; nel nono disco è contenuto The Missing Pieces: Alternate and deleted scenes from Fire Walk With Me, supervisionato da David Lynch, in cui sono presentati 91 minuti ulteriori di girato proveniente dal film.
Dopo l'uscita di Fuoco cammina con me, alcune indiscrezioni davano Lynch in procinto di realizzare altri due film, utilizzando parte del materiale eliminato dal film. In realtà nel 2001 il regista dichiarò in un'intervista che il progetto Twin Peaks era "definitivamente morto". Alcuni punti della trama rimasti in sospeso, comunque, sono stati sviluppati nella terza stagione della serie, andata in onda nel 2017.
In Italia il film venne vietato ai minori di 14 anni per la violenza estrema.

## Colonna sonora
Nell'agosto del 1992 esce Fire Walk with Me, la colonna sonora del film. Nel disco contenente dodici tracce troviamo Sycamore trees cantata da Jimmy Scott, Question in a blue world, eseguita da Julee Cruise e i brani A Real Indication e The Black Dog Runs at Night, dove a prestare la voce è lo stesso Angelo Badalamenti.
Il disco, vincitore di un Saturn Award come migliore musica e di un Independent Spirit Awards come migliore colonna sonora, raggiunse il 178º posto della Billboard 200. Nel 2011 la rivista musicale britannica NME lo classificò al primo posto tra le 50 più belle colonne sonore dei film, definendolo come "una combinazione di bellezza mischiato al jazz, questa è una di quelle colonne sonore che ti prende il subconscio e non lo lascia più."

## Curiosità
- Per gran parte delle riprese, Lynch volle che alcuni dialoghi fossero poco udibili dal pubblico (come le parole del Nano e i dialoghi nel sex club), ma più tardi inserì dei sottotitoli a queste scene.
- La prima versione italiana del film durava circa 4 minuti in meno di quella originale a causa di alcuni tagli. La versione italiana attuale del DVD (che viene trasmessa anche in televisione), inoltre, presenta alcune anomalie: infatti, la scena del convenience store (dove BOB e il Nano si accordano per la garmonbozia) non risulta essere doppiata in italiano, ma semplicemente sottotitolata, così come le scene del Nano all'interno della Stanza Rossa. Tali errori sembrano non esserci nella versione cinematografica e nella prima versione in VHS distribuita da Cecchi Gori.

## Citazioni
- La band heavy metal americana Chimaira nell'album Resurrection ha dedicato la traccia numero 7 The Flame come tributo al film.
- La canzone Fuoco corri con me, di Giorgio Canali, contenuta nell'album Rossofuoco del 2002, è un omaggio al film.
- La rock band italiana Prysm ha intitolato il loro primo disco uscito nel 2013 “Garmonbozia”

## Home-video

### VHS
Una prima pubblicazione in VHS, edita da Cecchi Gori, conteneva la versione effettivamente proiettata al cinema, e il doppiaggio italiano presentava, nella scena in cui Phillip Jeffries racconta dell'incontro con gli spiriti al convenience store, un problema di ambiguità con il terzo episodio della prima stagione: infatti, in quella puntata, MIKE, parlando a Cooper del luogo, ne parla come di un "negozio conveniente", mentre nel film Jeffries ne parla come di un "negozio di casalinghi", quando nella versione originale entrambi fanno riferimento al "convenience store". Tale errore assume maggiore rilevanza nella terza stagione della serie, in cui il luogo viene mostrato esplicitamente sia all'interno che all'esterno. Le successive versioni italiane per il mercato home-video presentano, in quella sequenza, un doppiaggio leggermente diverso, che non contiene quella traduzione.

### DVD
In Italia esistono tre versioni in DVD del film. La prima, edita dalla Cecchi Gori, presenta alcune sequenze inedite rispetto alla versione cinematografica, sottotitolate in italiano. La versione edita dalla Paramount ha invece le scene inedite doppiate, ma le scene del Nano che parla al contrario sono in lingua originale. Una terza edizione, disponibile anche in Blu-ray Disc, è stata editata dalla Rarovideo nel 2014.